# Premi de Poesia Miquel Martí i Pol (Cerdanyola)
|  | No s'ha de confondre amb altres premis, vegeu Premi Miquel Martí i Pol de poesia (desambiguació). |

El Premi de Poesia Miquel Martí i Pol és un premi de poesia inèdita en català, que porta el nom del poeta Miquel Martí i Pol. Va ser creat el 1996 per la Universitat Autònoma de Barcelona, i des de 2002 es convoca conjuntament amb l’Ajuntament de Cerdanyola del Vallès, formant part dels Premis Literaris d'aquesta ciutat. L'obra premiada s'edita pel Servei de Publicacions de la UAB. El 2021 tenia una dotació de 1.000 euros.

## Guanyadors
Els guanyadors i guanyadores d'aquest premi han sigut,
- 1996: Jaume Antoni Terradas i Serra, per Temps robat
- 1997: Antoni Sitges i Serra, per Amor roig
- 1998: Joan Duran i Ferrer, per Zoòtrop
- 1999: ex aequo: Sadurní Tubau i Pasqual, per Soliloquis, i Joan Carles González, per L’angle humà
- 2000: Jordi Cervera Nogués, per  Fluix, Fluid[4]
- 2002: Miquel López Crespí, per Temps moderns. Homenatge al cinema
- 2003: Maria Teresa Saladrigas Juanysacreu, per Des d'una por naixent. Accèssit: Montserrat Costas, per L'amplitud dels angles
- 2004: Montserrat Riba per Kuruksetra
- 2005: Daniel Nomen i Recio, per Maons d'alambor. Accèssit: Josep Torrents, per El barquer dels déus
- 2006: Jordi Julià, per Sota la llum de Mart. Accèssit: Josep Maria Roquer Gonzalez, per L'entomòleg de Babel
- 2007: Jaume C. Pons Alorda, per La victòria de la dona lluna
- 2008: Josep Maria Roquer Gonzalez, per La xarxa de mil nusos
- 2009: Joan Mercader i Sunyer, per Memòria de l'any
- 2010: Gemma Arimany, per Ulls a través
- 2011: Eloi Babi, per Mal de nit
- 2012: Josep Pejó Vernis, per L'ombra fugida
- 2013: David Figueres Felip, per Derelictes
- 2014: Manuel Roig Abad, per Atac de temps
- 2015: Glòria Coll Domingo, per Territori inhabitable
- 2016: David Yeste Muñoz, per 24 vintervariationer
- 2017: Joan Calsina Forrellad, per Entre tu i jo, nosaltres
- 2018: Josep Planaspachs, per De l'univers estant i una mica més enllà
- 2019: Jordi Ferrer Gràcia, per Carn estranya
- 2020: Albert Gavaldà, per Si l'oblit no em falla
- 2021: Josep Civit i Mateu, per Aixoplucs[5]